# Bossells Mill
Bossells Mill es una montaña del estado de Nevada en Estados Unidos.

## Geografía
Su ubicación geográfica está en las coordenadas 39º 18' 36" de latitud norte y 119º 36' 00" de longitud oeste. Está a una altitud de 1.536 m s. n. m.